# 1689 Floris-Jan
1689 Floris-Jan eller 1930 SO är en asteroid i huvudbältet som upptäcktes den 16 september 1930 av den holländske astronomen Hendrik van Gent i Johannesburg. Den har fått sitt namn efter Floris-Jan van der Meulen.
Asteroiden har en diameter på ungefär 13 kilometer.